# Robert Geritzmann
Robert Geritzmann (* 9. Februar 1893 in Essen-Überruhr; † 12. September 1969 in Gelsenkirchen) war ein deutscher Politiker (SPD). Von 1949 bis 1961 war er Mitglied des Deutschen Bundestages von 1946 bis 1963 Oberbürgermeister der Stadt Gelsenkirchen.

## Leben und Beruf
Nach dem Volksschulabschluss arbeitete Geritzmann von 1907 an als Metallarbeiter. 1913 verpflichtete er sich beim Heer und war auch im gesamten Ersten Weltkrieg sowie danach bis 1919 Soldat. In den letzten Kriegswochen noch schwer verwundet, arbeitete er anschließend als Gastwirt. Von 1919 bis 1933 war er örtlicher Vorsitzender des Arbeitersportbundes.

## Politik
Geritzmann war schon in der Weimarer Republik SPD-Mitglied. 1945 wurde er Vorsitzender des SPD-Unterbezirks Gelsenkirchen. Von 1946 bis 1963 war er Oberbürgermeister von Gelsenkirchen. Außerdem gehörte er dem Deutschen Bundestag seit dessen erster Wahl 1949 bis 1961 an. Er wurde stets im Wahlkreis Gelsenkirchen direkt gewählt.

## Ehrungen
Am 17. April 1963 verlieh ihm die Stadt Gelsenkirchen die Ehrenbürgerwürde. Nach ihm ist die Straße Robert-Geritzmann-Höfe in Gelsenkirchen benannt.